# Muixeranga

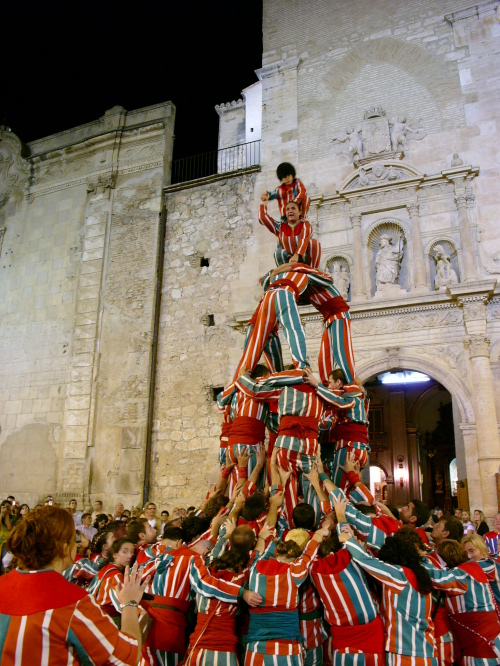
Muixeranga

Muixeranga (pronunțat Muișeranga) este un dans de stradă antic din comunitatea autonomă Valencia, Spania. Dansul este prezervat și în ziua de astăzi, în orașul Algemesí, 30 km de la Valencia.
Muixeranga este mai mult decât un dans de acrobație artistică. Este o colecție de coreografii umane de arte plastice enorme arătând diferite figuri și forme. Aceste sunt cunoscute drept castele umane. Dansurile sunt ținute în timpul festivalului din Algemesí, între 7 și 8 septembrie.

## Caracteristice
Persoanele care compun castelele umane sunt în general grupe de bărbați cu forța fizică și cunoștință a performanței Muixeranga. În prezent, până la 200 de oameni participă la performanță, pe când în timpurile antice, nu erau mai mult de 30. Pentru fiecare "castel", există un om care coordonează dansurile și prepară și antrenează dansatori noi.